# 苏法互助条约
《苏法互助条约》是1935年苏联与法国签署的共同遏制纳粹德国对外侵略的双边条约。

## 历史
在德国纳粹党实力高涨，日益显露出上台执政的趋势下。苏联领导层清楚纳粹党奉行对外发当侵略以谋求“民族生存空间”的战争威胁。为此苏联开始争取法国、英国谋求欧洲集体安全条约体系。
1931年7月，苏法谈判在巴黎开始。1932年11月，苏联驻法国大使和法国爱德华·赫里欧在巴黎签署了《苏法互不侵犯条约》，承诺在相互关系中不使用武力，不参加敌视对方的同盟；在缔约一方遭到第三国或集团进攻时，另一方不给侵略者以援助；放弃贸易领域中的歧视行为。
1931年前后，苏联同芬兰、拉脱维亚、爱沙尼亚、波兰签署了互不侵犯条约。
1933年10月德国退出国联后，法国外长约瑟夫·保罗-邦库尔在先后同苏联驻法国大使多夫加列夫斯基和外交人民委员李维诺夫谈话时指出，对于法国和苏联来说有必要考虑对法西斯德国日益增强的侵略采取反措施；对此建议签订一个双边互助条约以对1932年《法苏互不侵犯条约》进行补充。苏联对法国的建议做出了积极的反应，同时认为应当在全欧范围的基础上解决安全问题。1934年5月，法国新任外长路易·巴尔杜提出了以法苏合作为核心建立地区性互助《东方公约》的建议。 1934年9月18日，苏联加入国联，并且获得了国联行政院常任理事国席位。巴尔杜遇刺身亡后，法国新任外长皮埃尔·赖伐尔强烈亲德。德国和波兰都拒绝参加《东方公约》。1935年3月德国宣布单方面重新武装。1935年3月29日，苏联政府建议缔结苏联、法国和捷克斯洛伐克三国互助条约。1935年5月2日，《苏法互助条约》在巴黎正式签订。两个星期后，5月16日，苏联和捷克斯洛伐克在布拉格签订了《苏捷互助条约》，其内容与苏法条约基本相同。但是，在苏捷互助条约所附的议定书里又规定：「他们间的互助义务只是在具备本条约所规定的下列条件时才能生效：法国向遭到进攻的一方提供援助。」也就是说，只有在法苏条约生效时苏捷条约才能被啟用，从这个意义上说，苏捷条约实际上只是苏法条约的副产品。1936年2月28日法国议会批准条约。1936年3月27日批准换文在莫斯科交换。

## 条约文本
第一条 如果法国或苏联处于一个欧洲国家的威胁或进攻危险下，苏联或法国需互相采取磋商措施以遵守国联盟约第10条。
第二条 如果苏联或法国按照国联盟约第七节第15条规定行事并且两国都具有真诚的和平意图，但仍受到一个欧洲国家的无端进攻，法国和苏联将相互立即提供援助和支持。 
第三条 考虑到事实，国联盟约第16条，国联成员国诉诸战争将违背国联盟约第12，13，15条采取战争行为侵犯了所有国联成员国，法国与苏联相互援助与帮助激活国联盟约第16条。 